# Sind denn alle Männer Schweine?
Sind denn alle Männer Schweine? ist eine deutsche Filmkomödie der Regisseurin Sophie Allet-Coche aus dem Jahr 2010. In der Hauptrolle verkörpert Valerie Niehaus die Scheidungsanwältin Maja, die nach einem Stromschlag die Gedanken von Männern hören kann.

## Handlung
Die Buchautorin Maja, die mit ihrem Sohn Niklas alleine lebt, hat genug von der Männerwelt. Als Niklas ein junger Teenager geworden ist, macht sie sich auf die Suche nach einem Job. Da der Chef einer Anwaltskanzlei ihre Bücher mag, gelingt es ihr, dort eine Anstellung als Scheidungsanwältin zu bekommen. Jedoch wird ihr gleich von Anfang an klargemacht, dass sie in der Kanzlei hart arbeiten muss und sich als Frau in der von Männern beherrschten Domäne behaupten muss.
Als sie auf dem Weg zur Arbeit im Auto telefonieren muss, versucht sie, das Autoradio leiser zu stellen, was ihr nicht gelingt. Vor lauter Verzweiflung zerrt sie es aus dem Einbauschacht und bekommt dabei einen heftigen Stromschlag verpasst. In der Folge ist sie auf wundersame Weise in der Lage, die Gedanken aller Männer zu hören. Als Anwältin und auch privat eröffnen sich ihr dadurch natürlich völlig neue Wege, die ihr letzten Endes jedoch zum Verhängnis werden. Es wird vermutet, dass sie unerlaubt Akteneinsicht genommen habe, da sie Dinge von der anwaltlichen Gegenseite weiß, die sie eigentlich gar nicht wissen kann. Mit dem Anwalt der Gegenseite, Hanno, gerät sie durch diesen Umstand zunächst in Streit. Auch ärgert sie sich darüber, dass er sich gar nicht an sie erinnern kann; immerhin hatten sie vor Jahren eine kurze Affäre.
Durch ihre Fähigkeit, die Gedanken zu hören, erfährt sie jedoch, dass Hanno sie sehr mag. Zunächst glaubt Hanno weiterhin daran, dass sie ihn belogen hat, bis Maja ihm beweist, dass sie seine Gedanken hören kann. Als die beiden gemeinsam auf Hannos Boot sind, tritt Maja mit nackten Füßen auf einen Haufen zusammengerollter und schlecht isolierter Kabel, worauf sie einen weiteren Stromschlag erhält und dabei ihre Fähigkeit verliert, während Hanno, der ebenso einen Stromschlag abbekommt, nun in der Lage ist, die Gedanken aller Frauen zu hören. Sie versöhnen sich, werden ein Paar und gründen eine gemeinsame Anwaltskanzlei.

## Produktion
Peter Fröhlich, Max Wiedemann und Quirin Berg produzierten den Film für die Wiedemann & Berg Filmproduktion (München). Gedreht wurde in Berlin.

## Kritik
TV Spielfilm urteilt mit einem zur Seite gestreckten Daumen: „Gewollt unverkrampfter Zwitter aus Sexfarce und Schnulze“. Das Fazit der Programmzeitschrift lautet: „Saukomisch geht anders, am Ende platt“.
Der Filmkritiker Rainer Tittelbach konstatierte wenig begeistert: „Gut aufgelegte Hauptdarsteller, ein paar ehrliche Zoten, ein Drehbuch, das viele Wünsche offen lässt“.

## Erstausstrahlung
Sind denn alle Männer Schweine? wurde am 7. September 2010 erstmals auf Sat.1 ausgestrahlt. In Frankreich war die Erstsendung am 7. April 2011, dort unter dem Titel À quoi pensent les hommes? Das ungarische Fernsehen strahlte den Film unter dem Titel Minden férfi disznó? aus, der italienische Filmtitel lautet Mind the men! - Nella mente degli uomini.